# Старый Майдан (Хмельницкая область)
Старый Майдан (укр. Старий Майдан) — село в Деражнянском районе Хмельницкой области Украины.
Население по переписи 2001 года составляло 46 человек. Почтовый индекс — 32222. Телефонный код — 3856. Занимает площадь 0,253 км². Код КОАТУУ — 6821583205.

## История
В 1945 г. Указом Президиума ВС УССР село Старо-Закревский Майдан переименовано в Старый Майдан.

## Местный совет
32222, Хмельницкая обл., Деражнянский р-н, с. Згарок, ул. Ленина, 10